# Maksim Maksimow
Maksim Giennadjewicz Maksimow (ros. Макси́м Генна́дьевич Макси́мов, ur. 6 września 1979 w Iżewsku) – rosyjski biathlonista, trzykrotny medalista mistrzostw świata.

## Kariera
W Pucharze Świata zadebiutował 16 marca 2001 roku w Oslo, kiedy zajął 40. miejsce w sprincie. Pierwsze punkty zdobył 11 stycznia 2008 roku w Ruhpolding, zajmując 13. miejsce w tej konkurencji. Na podium zawodów tego cyklu pierwszy raz stanął 14 lutego 2008 roku w Östersund, kończąc rywalizację w biegu indywidualnym na trzeciej pozycji. W kolejnych startach jeszcze jeden raz stanął na podium: 8 marca 2011 roku w Chanty-Mansyjsku był drugi w biegu indywidualnym. Najlepsze wyniki osiągnął w sezonach 2007/2008 i 2010/2011, kiedy zajmował 33. miejsce w klasyfikacji generalnej.
Na mistrzostwach świata w Östersund w 2008 roku zdobył brązowy medal w biegu indywidualnym. Dokonał tego nie stając wcześniej na podium zawodów pucharowych. W zawodach tych wyprzedzili go tylko dwaj Norwegowie: Emil Hegle Svendsen i Ole Einar Bjørndalen. Trzy dni później był też czwarty w biegu masowym, przegrywając walkę o podium ze swym rodakiem - Maksimem Czudowem. Kolejne dwa medale wywalczył na rozgrywanych trzy lata później mistrzostwach świata w Chanty-Mansyjsku. Najpierw był drugi w biegu indywidualnym, plasując się między Norwegiem Tarjei Bø i Austriakiem Christophem Sumannem. Następnie wspólnie z Antonem Szypulinem, Jewgienijem Ustiugowem i Iwanem Czeriezowem wywalczył srebrny medal w sztafecie.
Nigdy nie wystąpił na igrzyskach olimpijskich. Zdobył za to dwa medale podczas mistrzostw Europy w Novym Měscie w 2008 roku: złoty w sztafecie i brązowy w biegu pościgowym.

## Osiągnięcia

### Mistrzostwa świata
| Rok  | Miejscowość     | Konkurencje | Konkurencje | Konkurencje | Konkurencje | Konkurencje | Konkurencje | Konkurencje |
| Rok  | Miejscowość     | IN          | SP          | PU          | MS          | RL          | MR          | SR          |
| ---- | --------------- | ----------- | ----------- | ----------- | ----------- | ----------- | ----------- | ----------- |
| 2008 | Östersund       | 3.          | –           | –           | 4.          | –           | –           | –           |
| 2009 | Pjongczang      | 37.         | –           | –           | –           | 6.          | –           | –           |
| 2011 | Chanty-Mansyjsk | 2.          | –           | –           | 18.         | 2.          | –           | –           |

### Mistrzostwa świata juniorów
| Rok  | Miejscowość | Konkurencje | Konkurencje | Konkurencje | Konkurencje | Konkurencje | Konkurencje | Konkurencje |
| Rok  | Miejscowość | IN          | SP          | PU          | MS          | RL          | MR          | SR          |
| ---- | ----------- | ----------- | ----------- | ----------- | ----------- | ----------- | ----------- | ----------- |
| 1999 | Pokljuka    | 22.         | –           | nd.         | –           | nd.         | –           | –           |

### Puchar Świata

#### Miejsca w klasyfikacji generalnej
| Sezon     | Miejsce |
| --------- | ------- |
| 2000/2001 | -       |
| 2007/2008 | 33.     |
| 2008/2009 | 58.     |
| 2009/2010 | -       |
| 2010/2011 | 33.     |

#### Miejsca na podium w zawodach chronologicznie
| Lp. | Dzień     | Rok  | Miejscowość     | Konkurencja                | Lokata | Pudła   | Czas biegu | Strata | Zwycięzca           |
| --- | --------- | ---- | --------------- | -------------------------- | ------ | ------- | ---------- | ------ | ------------------- |
| 1.  | 14 lutego | 2007 | Östersund       | Bieg indywidualny na 20 km | 3.     | 0+0+0+0 | 51:51,9    | +34,8  | Emil Hegle Svendsen |
| 2.  | 8 marca   | 2011 | Chanty-Mansyjsk | Bieg indywidualny na 20 km | 2.     | 0+0+0+0 | 48:29,9    | +40,0  | Tarjei Bø           |